# وتاسکیوین
وتاسکیوین (به انگلیسی: Wetaskiwin) شهری در ایالت آلبرتا واقع در کشور کانادا است که مساحت آن ۱۶٫۷۴ کیلومتر مربع است و جمعیت آن در سرشماری سال ۲۰۰۶ میلادی، ۱۱٬۶۷۳ نفر بوده‌است. تراکم جمعیتی وتاسکیوین، ۶۹۸ نفر در هر کیلومتر مربع است.